# Plaza Independencia (Asunción)
La Plaza Independencia, es el conjunto de cuadriláteros y jardines de mayor importancia de Asunción que la conforman, es la más antigua y única sin igual del país, en ella se presenciaron todos los hechos de relevancia histórica, social, cultural y económica. Recibe su nombre actual gracias a la ordenanza municipal de 1943. En 2019, el conjunto urbano fue declarado como Patrimonio Histórico Nacional.
Debido a las fracciones que fue sufriendo la Plaza Independencia con el tiempo, se fueron identificando con nombres distintos por el imaginativo popular, razón que no son los nombres oficiales ya que no fueron efectuados por una ordenanza municipal, estas fracciones son en conjunto la Plaza Independencia, pero se las conocen actualmente como: Plaza de Armas, Plaza Juan de Salazar y Plaza del Congreso.
La plaza se sitúa en el microcentro asunceno, por el lado oeste está limitada por la calle Río Jejuí que da inicio a la importante calle de 14 de Mayo, al sur por la calle El Paraguayo Independiente que da inicio a la Avenida Mariscal López, al este por la calle Independencia Nacional que se entrelaza con calles anteriormente mencionadas, y hacia el norte está demarcado por la Avenida República.
En el entorno de la plaza se encuentran los edificios de relevancia tanto histórica como arquitectónica, como el Cabildo, la Ex Casa de la Cultura actual Congreso Nacional, el Palacio Patri (sede de la DINACOPA), la fachada posterior del Teatro Municipal (que fue anteriormente teatro y sala de sesiones del congreso), la Comandancia de Policía, el nuevo local del Lido Bar, la Curia Metropolitana - Arzobispado de Asunción, la Catedral Metropolitana, el edificio del Seminario Conciliar (actual Universidad Católica) y el Museo Monseñor Juan Sinforiano Bogarín.